# Skillebekk (Oslo)

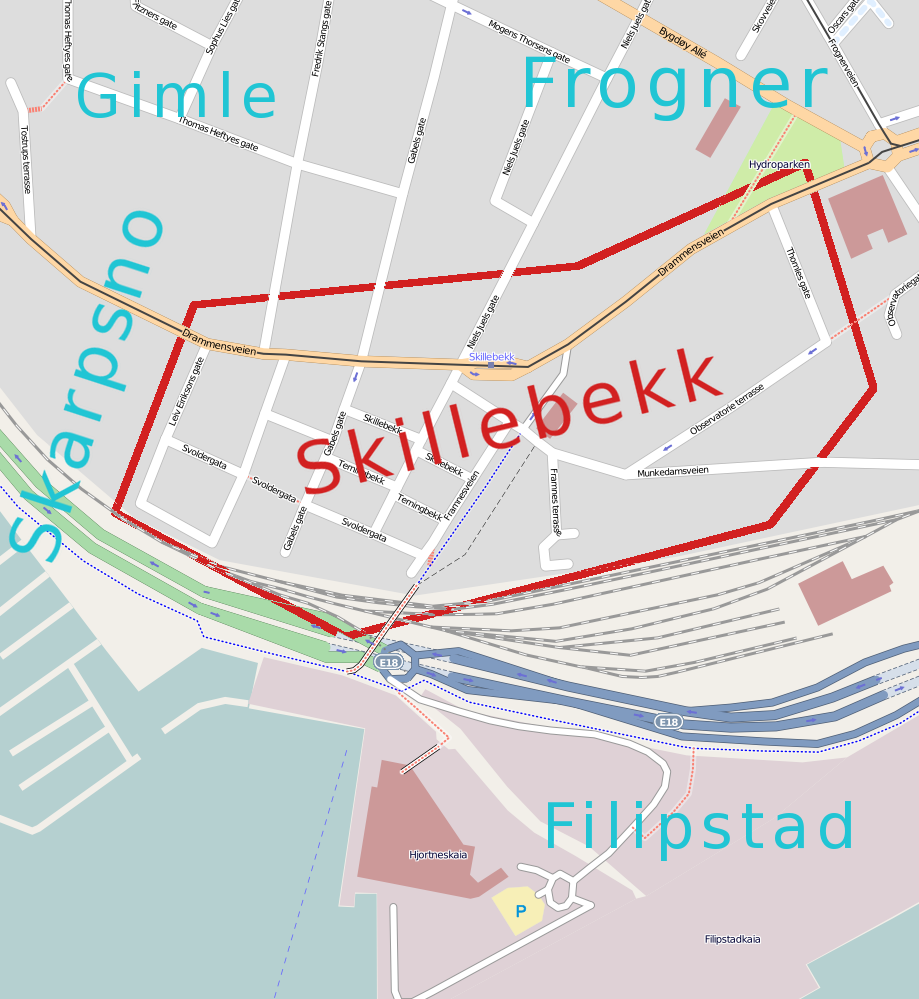
Lage von Skillebekk nahe dem Zentrum von Oslo

Skillebekk (deutsch wörtlich: „Grenzbach“) ist ein Stadtgebiet im Süden des Osloer Stadtteils Frogner. Er liegt unmittelbar südwestlich des Königlichen Schlosses und westlich des Zentrums der norwegischen Hauptstadt. Skillebekk grenzt im Westen an Skarpsno, im Norden an Uranienborg, im Osten an Vika und im Süden an Filipstad. Unweit im Südosten liegt Aker Brygge. Skillebeck ist nicht zu verwechseln mit dem gleichnamigen Wohngebiet nordöstlich von Oslo.
Das Gebiet wurde nach dem Skillebekken benannt, einem Grenzbach, der bis zur Stadterweiterung im Jahr 1878 die Grenze zum benachbarten Frogner bildete. Das bestand ursprünglich nur aus einem Gutshof, der in der damals eigenständigen Kommune Aker lag. Inzwischen ist Frogner zu einem der fünfzehn Stadtteile Oslos angewachsen und der Gutshof ist jetzt als Frogner Hovedgård (Gut Frogner) bekannt. Der Bach fließt seit 1885 unsichtbar in unterirdisch verlegten Rohren.
Das Wohngebiet ist geprägt von gut erhaltenen Mietshäusern, die hier am Ende des 19. Jahrhunderts in der sogenannten Backsteinstadt erbaut wurden. Dazu kommen einige Geschäftshäuser sowie Parks. Mitten in Skillebekk, nahe dem Solli-Platz, liegt die Norwegische Nationalbibliothek. Hier verläuft auch der Drammensvei, die Hauptverkehrsstraße, die den Solli Plass nach Westen über den Olaf-Bull-Platz mit Skarpsno verbindet. Der Platz hieß noch bis 2018 Skillebekkparken und wurde nach dem norwegischen Dichter Olaf Bull (1883–1933) benannt.
Im Norden von Skillebekk liegt der Hydro-Park und im Süden, auf einem Hügel in Richtung Filipstad, der Park Framneshaven, von der Bevölkerung Tinker’n genannt.

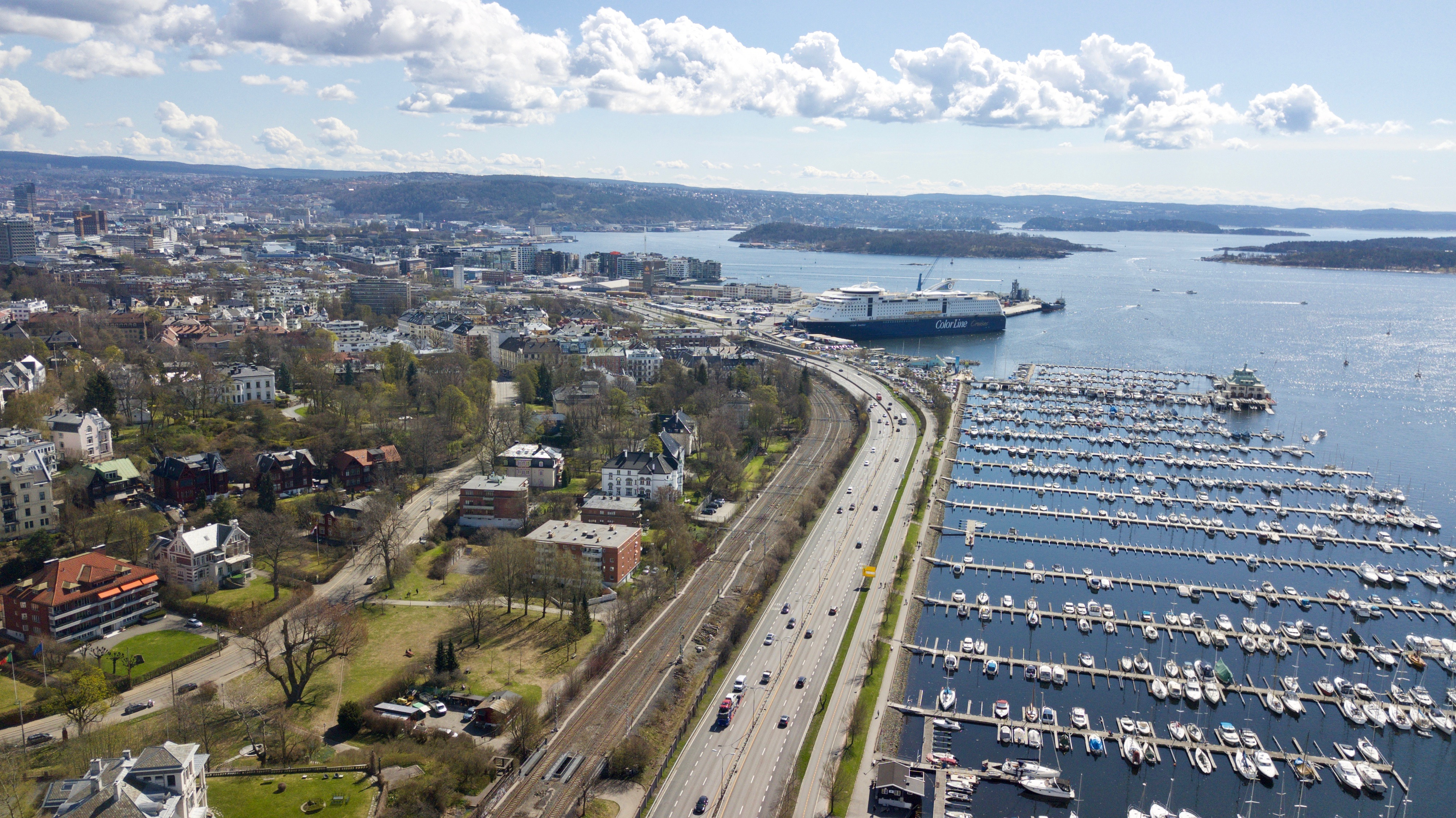
Skillebekk zwischen Oslos Zentrum und dem Oslofjord.
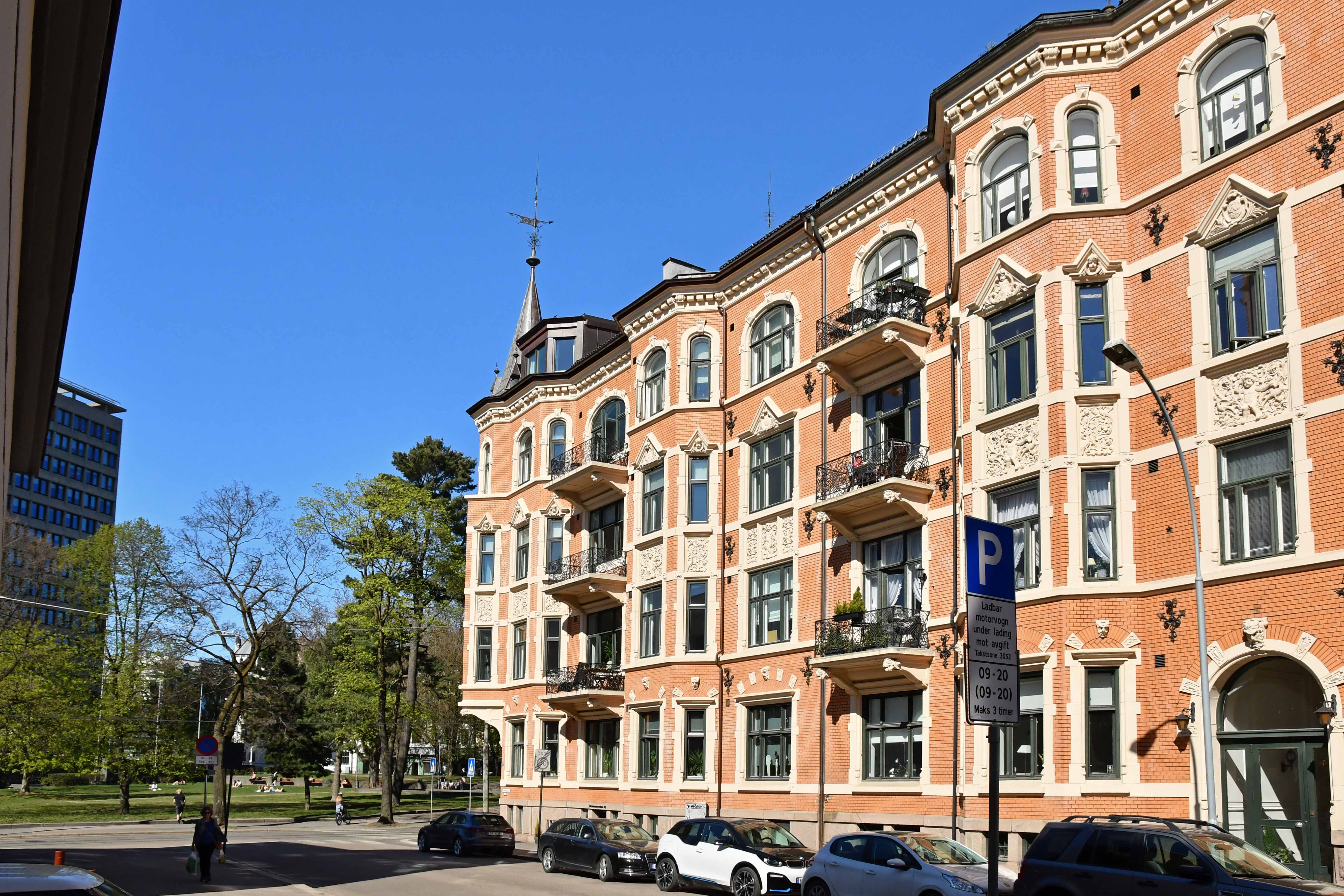
Klassische und …
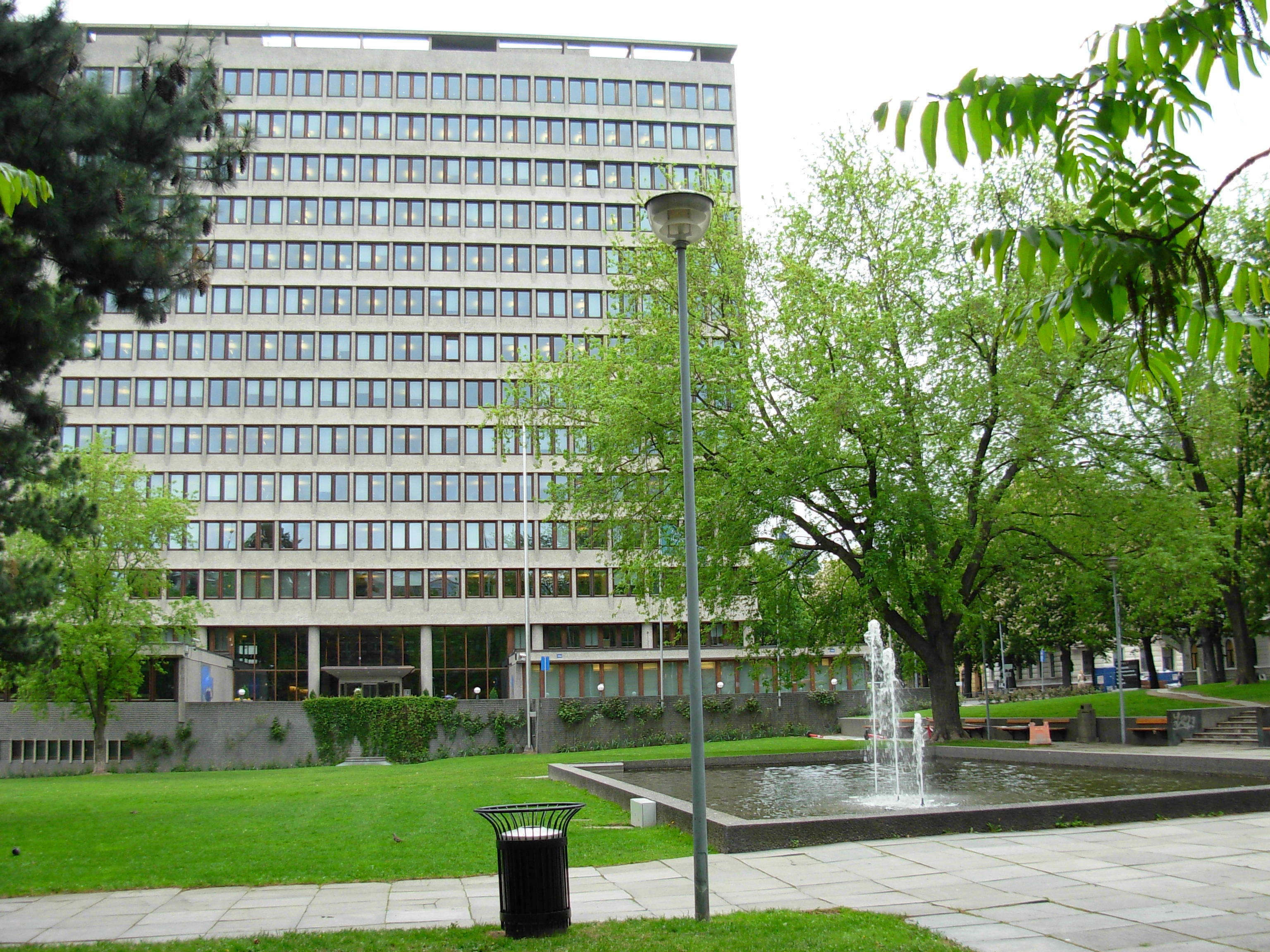
… moderne Gebäude …
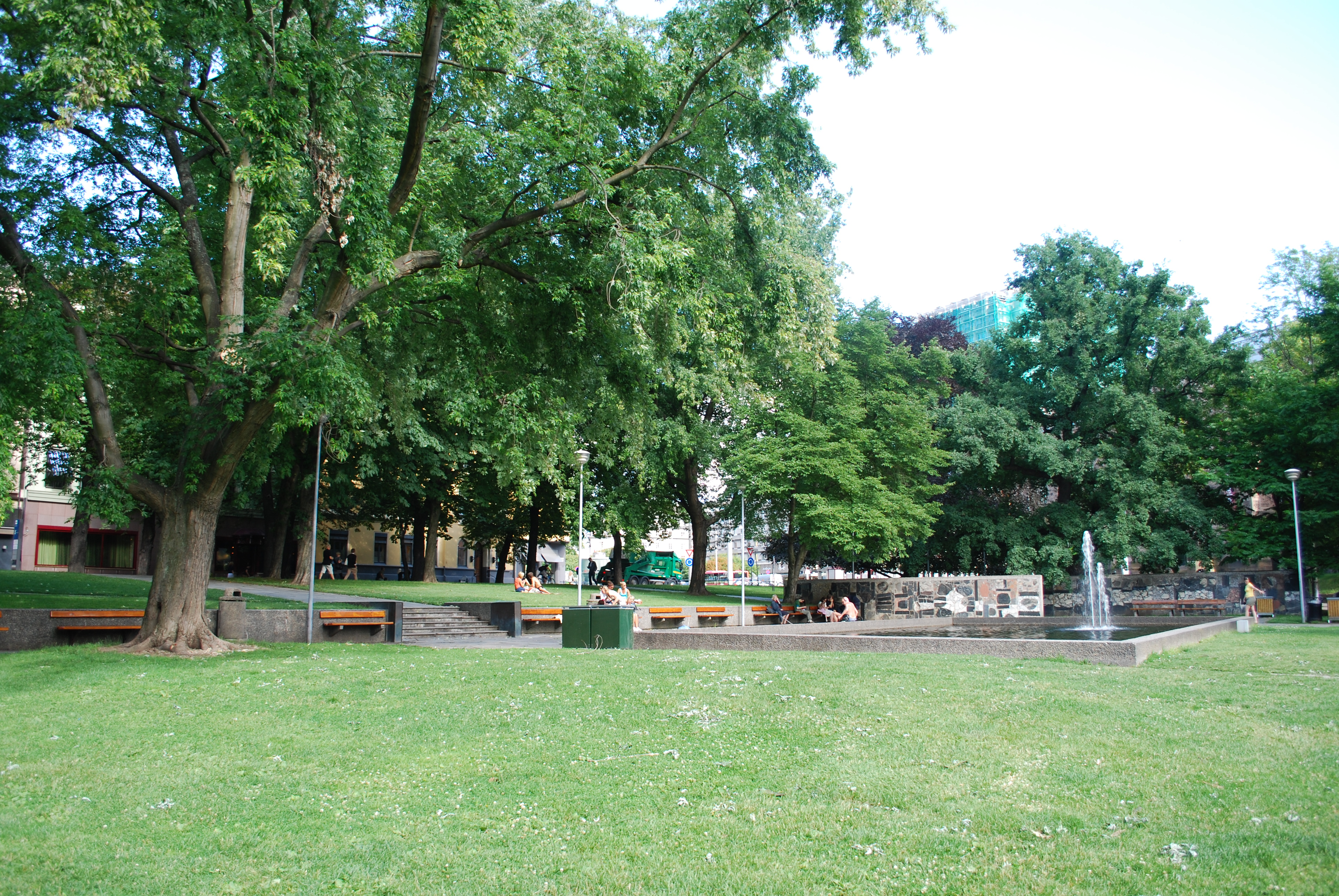
… nahe dem Hydro-Park.
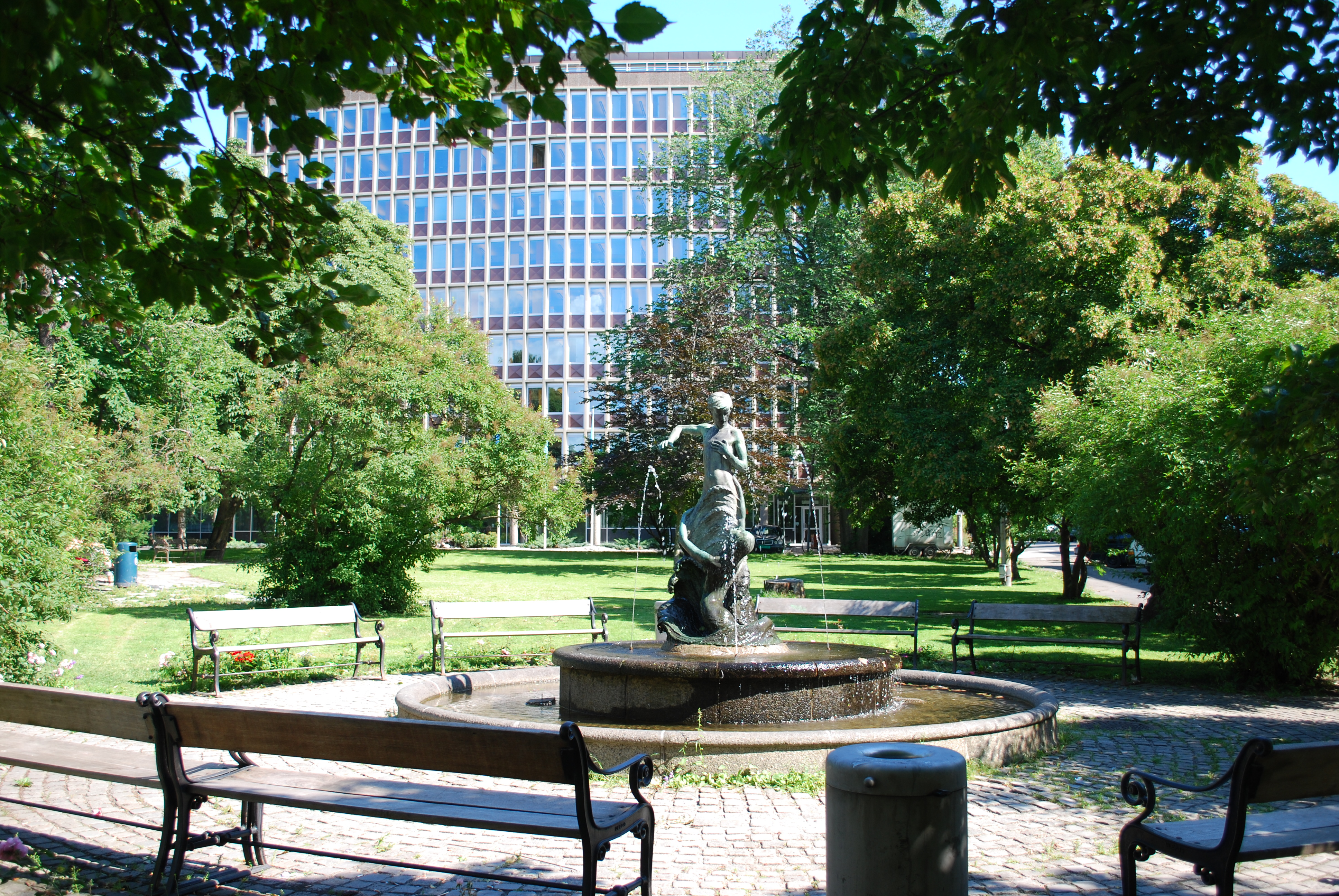
Brunnen am Olaf-Bull-Platz.